# Boris Groys

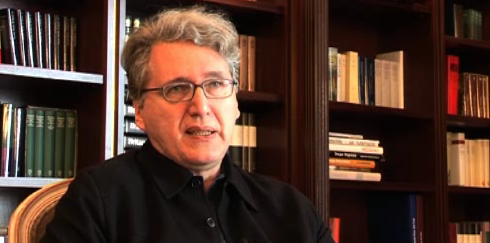
Boris Groys

Boris Groys (Berlino Est, 17 marzo 1947) è professore di Estetica, Storia dell'arte, e teoria dei media presso il centro di Arte Media e Teoria di Karlsruhe, Germania, e un Global Professor alla New York University negli Stati Uniti. È considerato tra i maggiori studiosi di teoria dei media o mediologia ("Medientheorie", "Mediologie").

## Lista delle pubblicazioni
Testi in italiano
- "Art power", postmedia books, Milano, 2012.
- "I corpi di Abu Ghraib", in Agalma, no.11, marzo 2006: 16-23.
- "Art Power", Postmedia Books, Milano, 2012
- "Going Public", Postmedia Books, Milano, 2013
- "In the Flow. L'arte nell'epoca della riproducibilità digitale", Postmedia Books, Milano, 2018
- "Post scriptum comunista", Meltemi, Milano, 2008

Testi in russo
- Dnevnik filosofa (Journal d'un philosophe), Parigi 1989
- Utopia i obmen, Mosca, 1993
- Visit (Une visite), Obscuri Viri, Mosca, 1995

Testi in tedesco
- Gesamtkunstwerk Stalin, Munich 1988 [trad. it. "Lo stalinismo ovvero l'opera d'arte totale", Garzanti, Milano, 1989)
- Die Kunst des Fliehens (avec Ilja Kabakov), Munich 1991
- Zeitgenössische Kunst aus Moskau - Von der Neo-Avantgarde zum Post-Stalinismus, Munich 1991
- Über das Neue. Versuch einer Kulturökonomie, Munich 1992 (tra. fr. Du nouveau, essai d'économie culturelle, Jacqueline Chambon, 1995)
- Fluchtpunkt Moskau (Hrsg.), Stuttgart 1994
- Die Erfindung Russlands, Munich 1995
- Die Kunst der Installation (mit Ilja Kabakov), Munich 1996
- Kierkegaard. Schriften (Hrsg.), Munich 1996
- Logik der Sammlung, Munich 1997
- Unter Verdacht. Eine Phänomenologie der Medien, Munich 2000 (trad. it. a cura di Corrado Badocco, "Il sospetto. Una fenomenologia dei media", Bompiani, Milano, 2010)
- Politik der Unsterblichkeit. Vier Gespräche mit Thomas Knöfel, Munich 2002 (trad. fr. Politique de l'immortalité, quatre entretiens avec Thomas Knoefel, Maren Sell Éditeurs, 2005)
- Im Namen des Mediums. Audio-CD, Cologne, 2004
- Das kommunistische Postskriptum, Suhrkamp, 2005 (trad. it. a cura di Gianluca Bonaiuti, "Post scriptum comunista", Maltemi, Roma, 2008)